# Андерсон, Бьюфорд
Бьюфорд Теодор «Энди» Андерсон (англ. Beauford Theodore "Andy" Anderson; 6 июля 1922 — 7 ноября 1996) — солдат Армии США, участник Второй мировой войны, кавалер Медали Почёта, кавалер Бронзовой звезды.

## Служба
Зачислен в Армию США в 1942 году. В июле 1944 года Направлен на Тихоокеанский театр боевых действий.
В ходе службы на островах Лейте , Филиппины, заслужил Бронзовую звезду.
13 апреля 1945 года в составе 381-го пехотного полка 96-й пехотной дивизии участвовал в Битве за Окинаву. В ходе очередной контратаки японцев Андерсон единолично удерживал фланги позиции своего подразделения, перемещаясь вдоль позиции и поочередно ведя огонь из карабина и миномета. Когда дистанция до противника стала меньше дистанции минометного огня, Бьюфорд стал использовать оставшиеся мины вместо гранат.
За это он был награжден медалью Почета. Несмотря на серьёзное ранение шрапнелью, отказался от эвакуации до доклада командиру о ситуации на позиции.
За свои действия Андерсон, спустя год — 27 июня 1946 года, был награждён Медалью Почёта. В наградном листе его подвиг описывается следующим образом: "Открыв ящик с артиллерийскими минами, Бьюфорд Андерсон выдергивал чеку, бил основанием мины о скалу, чтобы взвести ее, и бросал в неприятеля. Ему удалось отразить японскую атаку".
Продолжал службу после окончания войны, дослужился до звания второго лейтенанта.

## В отставке
Вышел в отставку в 1952 году.
Поселился в городе Сиасайд, округ Монтерей, штат Калифорния. Был мэром города, членом совета города, а также окружным супервайзером.
Умер 7 ноября 1996 года, похоронен на Арлингтонском национальном кладбище.